# Гимназия Бисмарка в Карлсруэ
Гимна́зия Би́смарка (нем. Bismarck-Gymnasium Karlsruhe) является старейшей гимназией в немецком городе Карлсруэ в Баден-Вюртемберге. Она названа в честь основателя Германской империи, князя Отто фон Бисмарка. Это единственная гимназия в Карлсруэ, где латынь является обязательным предметом для изучения во всех пяти образовательных классах, и которая предлагает возможность учить 4 иностранных языка. Сегодняшнее здание гимназии находится на улице Бисмарка, рядом с гимназией Св. Доминик. С 2004 года в Карлсруэ имеется также Европейская гимназия, в которой есть возможность изучать наряду с современными языками — латынь и греческий.

## История
Гимназия Бисмарка была основана в 1586 году в центре Дурлаха при маркграфе Эрнсте Фридрихе Баден-Дурлахском на улице Ам Цвингер (Am Zwinger). В 1724 году эта гимназия была перенесена маркграфом Карлом III Вильгельмом в основанную им новую столицу — город Карлсруэ. Директором маркграфской гимназии был назначен Иоганн Каспар Мальш, первый летописец Карлсруэ. Так как начальная школа осталась в Дурлахе, они вместе с гимназией Бисмарка имеют одни и те же корни происхождения. Сначала гимназия маркграфа находилась на Лангштрассе (сегодня — Кайзерштрассе), с 1807/24 в обоих крыльях городской церкви на Марктплац. С 1806 по 1872 гимназия называлась «лицеем», а затем «лицеем Карлсруэ». В 1874 году на Бисмаркштрассе было закончено сооружение нового здания гимназии, в котором она располагается с тех пор по настоящее время в сегодняшнем городском районе Инненштадт-Вест. В 1938 году гимназия получила её сегодняшнее название, в честь основателя Германской империи князя Отто фон Бисмарка.
Поэт Иоганн Петер Хебель посещал школу с 1774 по 1778 год, затем став её директором с 1808 по 1814 год.

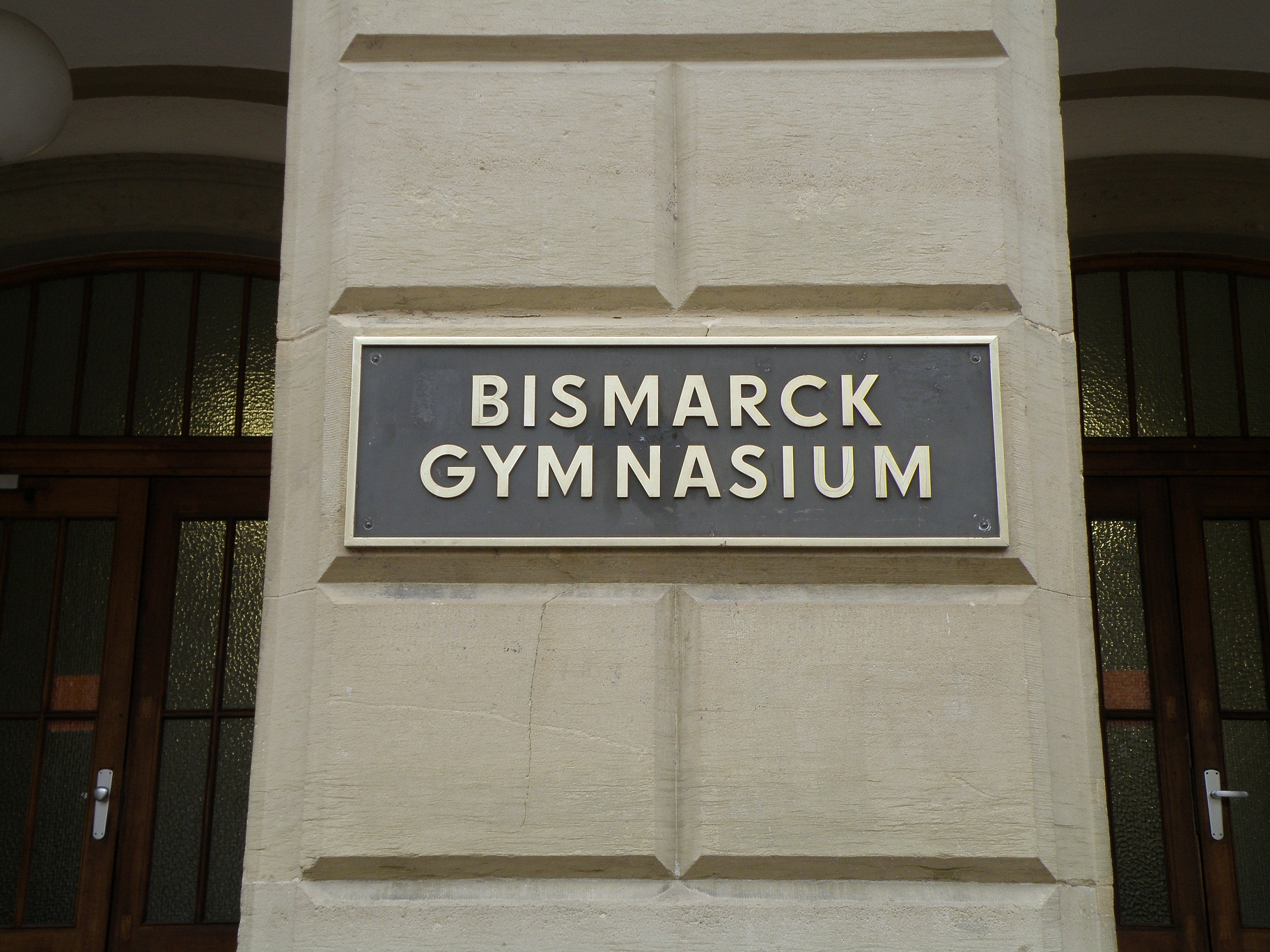
Табличка у входа в здание

Среди выпускников старейшей гимназии Карлсруэ много известных людей, таких как Карл Бенц, изобретатель автомобиля и Карл Дрез, изобретатель велосипеда и печатной машинки.